# Cáp nối tiếp

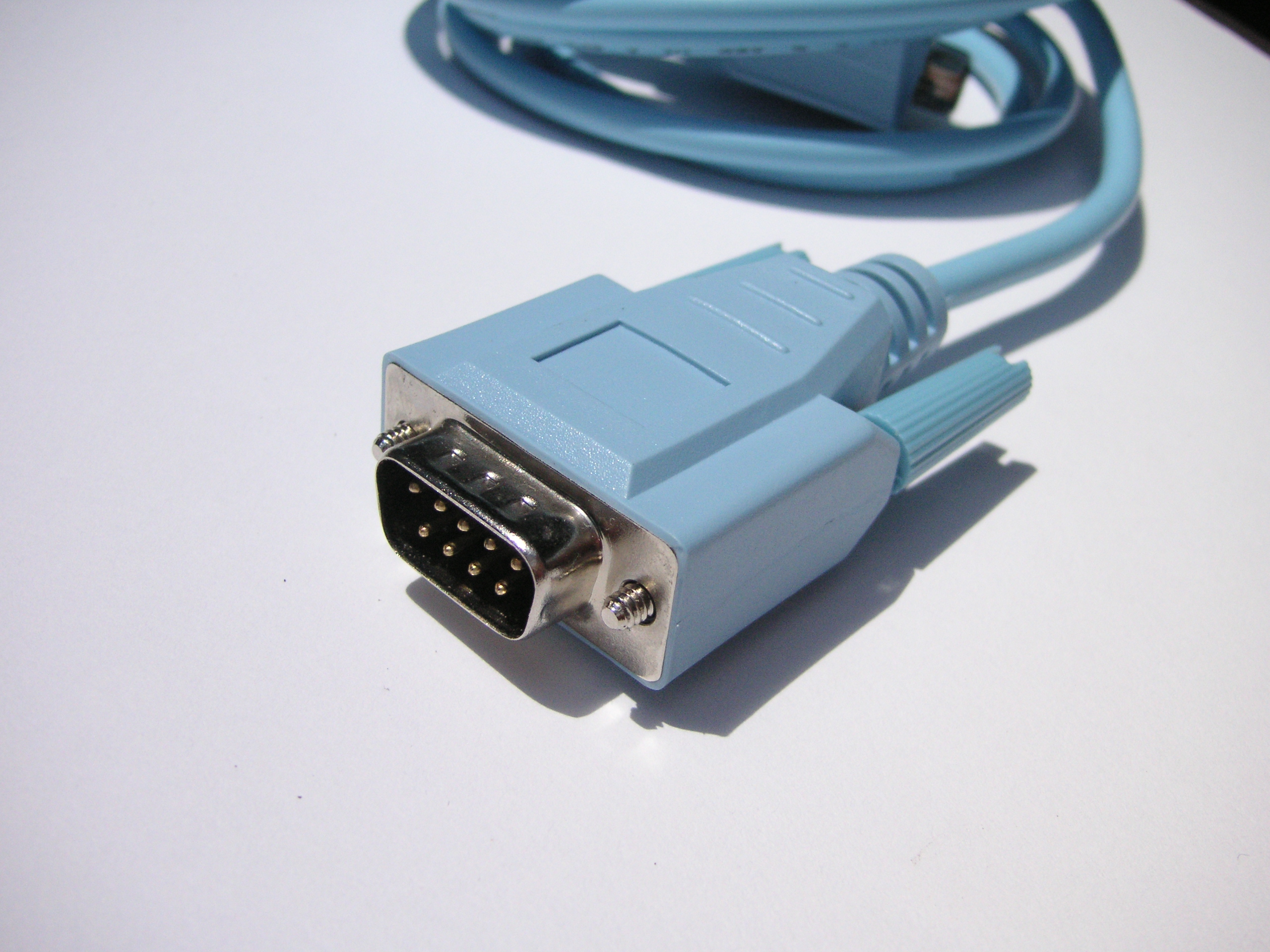
Cáp nối tiếp dùng cho truyền thông chuẩn RS-232.

Cáp nối tiếp là loại cáp thường dùng truyền tải dữ liệu giữa hai thiết bị sử dụng truyền thông nối tiếp. Dạng đầu nối cáp phụ thuộc vào loại giao diện vật lý sử dụng. Cáp nối trực tiếp hai thiết bị DTE gọi là cáp modem không.

## Chiều dài cáp tối đa
Chiều dài sử dụng tối đa của cáp thay đổi tùy theo loại cổng nối tiếp của bộ phát và thu, tốc độ baud trên cáp, và điện dung, điện trở của cáp.